# Hans Christian Gram
Hans Christian Joachim Gram (ur. 13 września 1853 w Kopenhadze, zm. 14 listopada 1938 tamże) – duński bakteriolog, profesor patologii. 
Studiował botanikę na Uniwersytecie w Kopenhadze. Był asystentem z dziedziny botaniki zoologa Japetusa Steenstrupa. Zapoznał się z podstawami farmakologii i używaniem mikroskopu.
W latach 1878–1883 studiował medycynę. W 1884 odkrył w Berlinie metodę doświadczalnego zróżnicowania bakterii na dwie duże grupy ze względu na różnice w budowie ściany komórkowej. Ta technika - metoda Grama, jest standardową techniką medycznej mikrobiologii. W 1922 roku opisał metodę określania ilości włóknika we krwi i plazmie.
W 1891 Gram został wykładowcą farmakologii na Uniwersytecie w Kopenhadze. W 1901 otrzymał katedrę farmakologii i został profesorem medycyny.